# Epidemia de ébola de 2018-2020
La epidemia de ébola de 2018-2020 fue una epidemia provocada desde el 1 de agosto de 2018, cuando se confirmó que cuatro casos habían dado positivo al virus del Ébola en la región de Kivu, en la República Democrática del Congo (RDC). El brote de Kivu incluyó la provincia de Ituri, después de que el primer caso se confirmó el 13 de agosto. Este brote comenzó apenas unos días después del fin del brote en la provincia de Équateur.
La provincia afectada y el área general se encuentran actualmente en un conflicto militar, lo que está obstaculizando los esfuerzos de tratamiento y prevención. El director general Adjunto de Preparación y Respuesta ante Emergencias de la Organización Mundial de la Salud describió la combinación de conflicto militar y angustia civil como una posible "tormenta perfecta" que podría llevar a un rápido empeoramiento del brote. Los trabajadores de la salud también tienen que lidiar con noticias falsas y otra información errónea difundida por políticos opositores. Debido al deterioro de la situación en Kivu Norte y las áreas circundantes, la Organización Mundial de la Salud elevó la evaluación de riesgo a nivel nacional y regional de "alto" a "muy alto" el 27 de septiembre de 2018; en abril de 2019, el brote no se considera una emergencia de salud pública de interés internacional.
El 3 de octubre, el Consejo de Seguridad de las Naciones Unidas hizo hincapié en que toda la hostilidad armada debería detenerse en la República Democrática del Congo para combatir mejor el brote actual de la enfermedad del virus del ébola. Para la semana que finalizó el 14 de octubre, la República Democrática del Congo indicó que se identificaron 33 casos de EVE, de los cuales 24 murieron en una semana. El 9 de noviembre, en 319 casos probables y confirmados (sin contar los casos sospechosos), el brote de virus de Ébola en Kivu Norte e Ituri en 2018 se convirtió en el más grande en la historia de la RDC.
Para el 30 de noviembre, el brote de Ébola Kivu de 2018 se había convertido en el segundo brote más grande de EVD en la historia registrada, detrás de la epidemia de África Occidental 2013-2016. El 13 de febrero de 2019, el total de casos (confirmados, probables y sospechosos) fue igual a 1000 personas en la República Democrática del Congo; es un recuento de casos (≥ 1000) para un solo país no visto desde la Epidemia de África Occidental 2013, en Liberia, Guinea y Sierra Leona.
El 3 de mayo de 2019, nueve meses después del brote, el brote de la República Democrática del Congo superó a 1000 personas (en términos de muertes) debido a la enfermedad del virus del Ébola que aún no se ha controlado. A modo de comparación, durante el brote del virus Ébola en África Occidental, que duró dos años, Guinea (uno de los tres países más afectados) tuvo un total de aproximadamente 2500 muertes debido a esta enfermedad. En Uganda se presentó los primeros casos de Ébola el 11 de junio El 25 de junio de 2020 se declaró terminado el brote del virus en el país que se había convertido en el segundo más grande en la historia

## Epidemiología

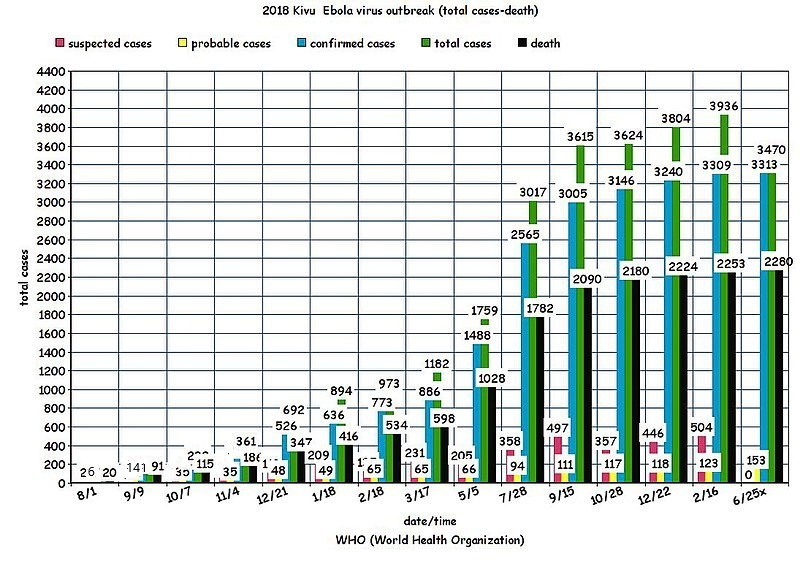
Figura 1. brote de ébola en la provincia de Kivu (República Democrática del Congo), total de casos: fallecimiento a partir del 25 de Junio.)

### República Democrática del Congo

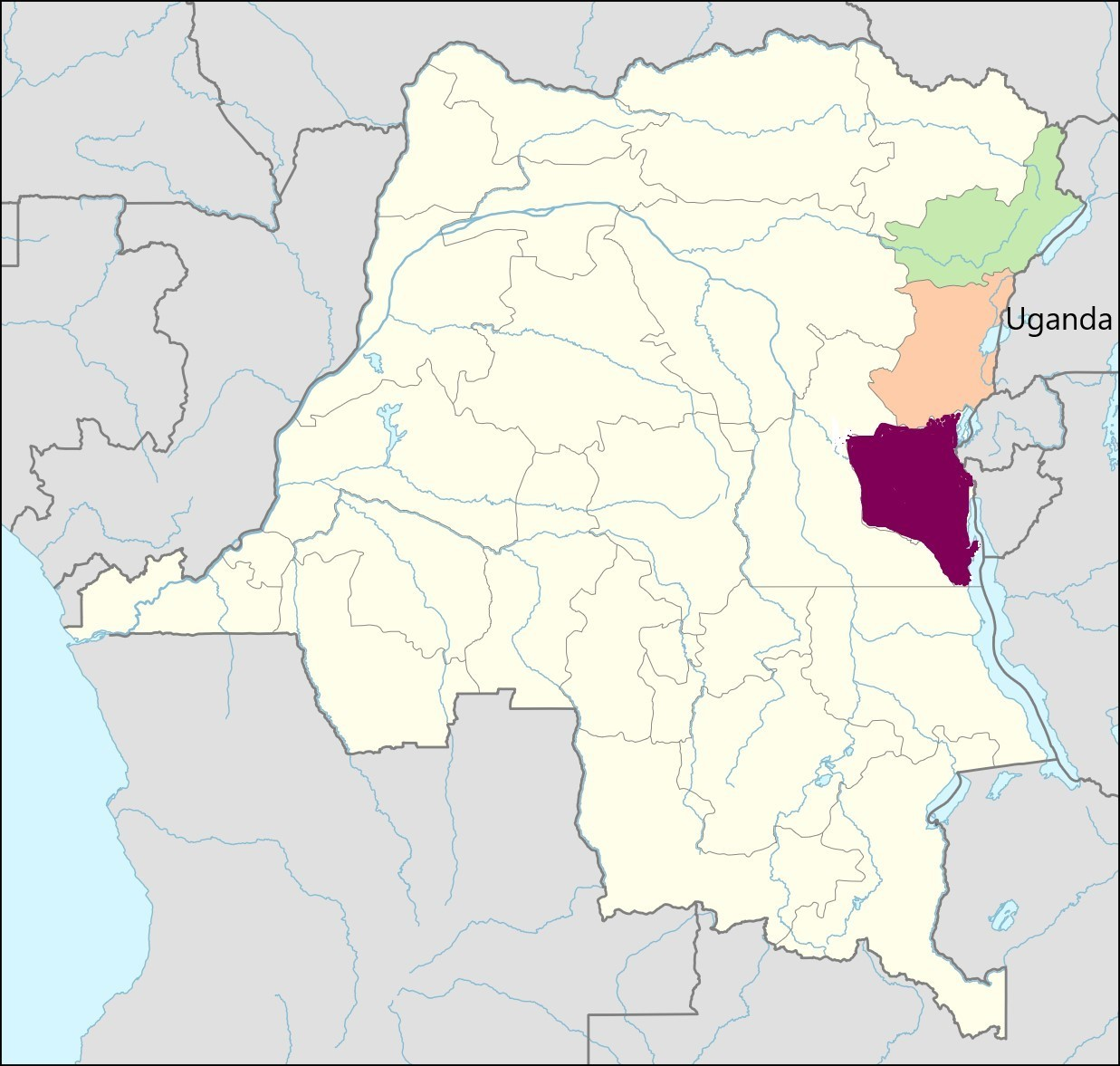
Expansión de la epidemia en toda la región de Kivu (Kivu del Norte, Kivu del Sur y Maniema) en la República Democrática del Congo.

El 1 de agosto de 2018, la división de salud de Kivu del Norte notificó al Ministerio de Salud del Congo de 26 casos de fiebre hemorrágica, incluidas 20 muertes. Cuatro de las seis muestras fueron enviadas para su análisis al Instituto Nacional de Investigación Biológica en Kinshasa. Cuatro de los seis dieron positivo por ébola y se declaró un brote en esa fecha. Se cree que el caso índice fue la muerte y el entierro inseguro de una mujer de 65 años el 25 de julio en la ciudad de Mangina; poco después murieron siete miembros de su familia inmediata.
Para el 3 de agosto, el virus se había desarrollado en múltiples ubicaciones; se notificaron casos en cinco zonas de salud (Beni, Butembo, Oicha, Musienene y Mabalako) en la provincia de Kivu del Norte y, además, en Mandima y Mambasa en la provincia de Ituri. Sin embargo, un mes después, hubo casos confirmados solo en las zonas de salud de Mabalako, Mandima, Beni y Oicha. Los cinco casos sospechosos en la Zona de Salud de Mambasa demostraron no ser EVD; no fue posible confirmar el caso probable en la zona de salud de Musienene y los dos casos probables en la zona de salud de Butembo. No se han registrado nuevos casos en ninguna de esas zonas de salud. El primer caso confirmado en Butembo se anunció el 4 de septiembre, el mismo día en que se anunció que uno de los casos registrados en Beni provenía realmente de la zona de salud de Kalunguta.
El Ministerio de Salud Pública de la República Democrática del Congo confirmó que el nuevo brote de ébola es causado por la especie Zaire ebolavirus. Esta es la misma cepa que estuvo involucrada en el brote de principios de 2018 en el oeste de la República Democrática del Congo. Las autoridades sanitarias de la República Democrática del Congo confirmaron que volverían a usar la vacuna ZEBOV.
El 1 de agosto, justo después de que se hubiera declarado la epidemia de ébola, llegaron a Mangina, el epicentro del brote, para iniciar una respuesta contra el brote. Médicos sin Fronteras/Médicos sin Fronteras (MSF). El 2 de agosto, Oxfam indicó que participaría en la respuesta a este último brote en la RDC. El 4 de agosto, la Organización Mundial de la Salud (OMS) indicó que la situación actual en la RDC, debido a varios factores, justificaba una "evaluación de alto riesgo" a nivel nacional y regional para la salud pública. En noviembre, se informó que el brote de EVE se produjo en dos provincias (y 14 zonas de salud). La tabla a continuación refleja los casos que no pudieron realizarse una muestra de prueba de laboratorio antes del enterramiento como casos probables. Para el 23 de diciembre, el brote de EVE se había extendido a más zonas de salud y, en ese momento, 18 de esas áreas habían sido afectadas. La población actual en la República Democrática del Congo es más de 84 000 000 de personas.

### Transición al brote a gran escala
El Ministerio de Salud de Uganda ha emitido una alerta para vigilancia adicional ya que el brote vecino en la República Democrática del Congo está a solo 100 kilómetros de su frontera. El 7 de agosto, el Ministerio de Salud Pública de la República Democrática del Congo indicó que el recuento total había aumentado a casi 90 casos; dos días después, el 9 de agosto, eran casi 100 casos. El 16 de agosto, el Reino Unido indicó que ayudaría con el diagnóstico y el monitoreo de la EVE en la República Democrática del Congo. El 17 de agosto, la OMS informó que los "contactos" contaban con aproximadamente 1500 individuos, sin embargo, podría haber más en ciertas zonas de conflicto en la RDC que no se pueden alcanzar. Unos 954 contactos fueron seguidos con éxito el 18 de agosto, sin embargo, la zona de salud Mandima indicó resistencia; como consecuencia, los contactos no fueron seguidos allí por la Organización Mundial de la Salud. El 4 de septiembre, Butembo, una ciudad con casi un millón de habitantes, registró su primera muerte en el brote de ébola. La ciudad de Butembo, en la República Democrática del Congo, tiene vínculos comerciales con Uganda, con los que limita.
El 24 de septiembre, se informó que toda la búsqueda de contactos y las vacunas se detendrían en el futuro previsible en Beni, debido al ataque del día anterior por parte de grupos rebeldes que dejaron varios individuos muertos. El 25 de septiembre, Peter Salama, de la Organización Mundial de la Salud, indicó que la inseguridad está obstaculizando los esfuerzos para detener el virus y cree que una combinación de factores podría establecer las condiciones para una epidemia. El 18 de octubre, los Centros para el Control y la Prevención de Enfermedades elevaron la alerta de los viajeros a la República Democrática del Congo desde el nivel 1 hasta el nivel 2 para todos los viajeros de los Estados Unidos. El 26 de octubre, la Organización Mundial de la Salud indicó que la mitad de los casos confirmados no mostraban ningún síntoma de fiebre, lo que dificultaba el diagnóstico.
El 6 de noviembre, los Centros para el Control y la Prevención de Enfermedades indicaron que el brote actual en la región este de la República Democrática del Congo puede no ser posible debido a varios factores. Esta sería la primera vez desde 1976 que un brote no ha podido ser frenado. Debido a diversas situaciones relacionadas con el brote actual de EVE, la OMS indicó el 13 de noviembre que el brote viral duraría al menos 6 meses.
El 23 de noviembre se informó que, debido a un aumento constante de los casos, se espera que el brote actual de EVD en la República Democrática del Congo supere el brote de Uganda 2000 de 425 casos, para convertirse en el segundo brote más grande de EVD detrás del virus del ébola en África Occidental. epidemia. Según las estadísticas actuales disponibles, las mujeres se están infectando a una tasa más alta, 60 %, que sus contrapartes masculinas debido al brote de EVE, según un informe publicado el 4 de diciembre.
El 29 de diciembre, el Ministerio de Salud Pública de la RDC declaró "0 nuevos casos confirmados detectados debido a la parálisis de las actividades de la respuesta en Beni, Butembo, Komanda y Mabalako" y no se ha vacunado durante tres días consecutivos. El 22 de enero, el recuento total de casos comenzó a acercarse a 1000 casos (951 sospechosos, probables, confirmados) en el informe de situación del Ministerio de Salud Pública de la RDC. Los gráficos a continuación demuestran la intensidad de la EVE en diferentes ubicaciones en el DRC:

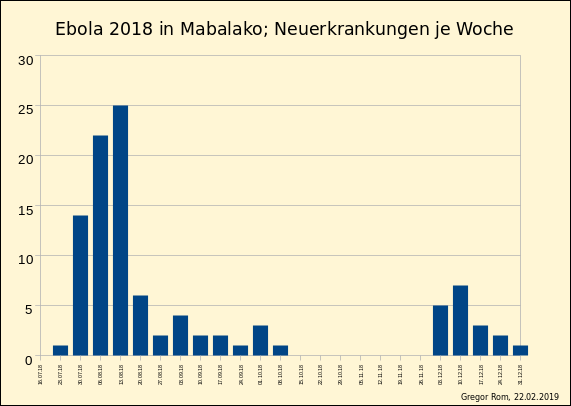
Figura 2. Nuevos casos por semana en Mabalako entre 2018-07-16 y 2018-12-31
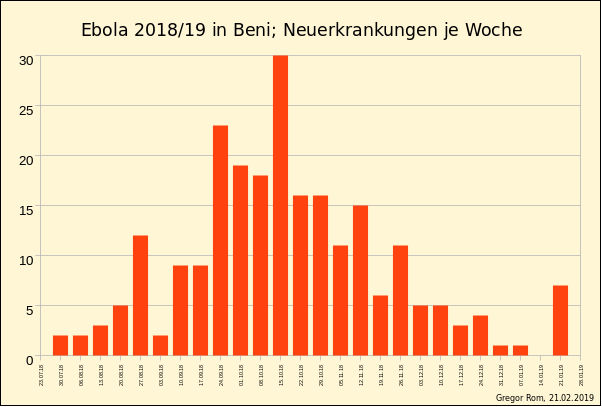
Figura 3. Nuevos casos por semana en la ciudad de Beni entre 2018-07-23 y 2019-01-28
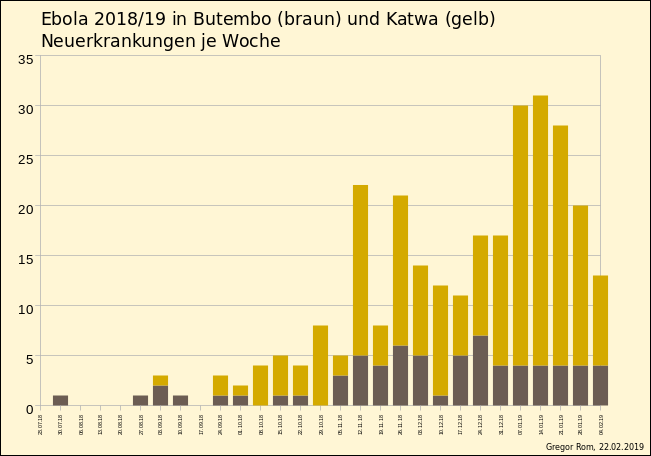
Figura 4. Nuevos casos por semana en Butembo (marrón) y Katwa (amarillo) entre 2018-07-23 y 2019-02-04
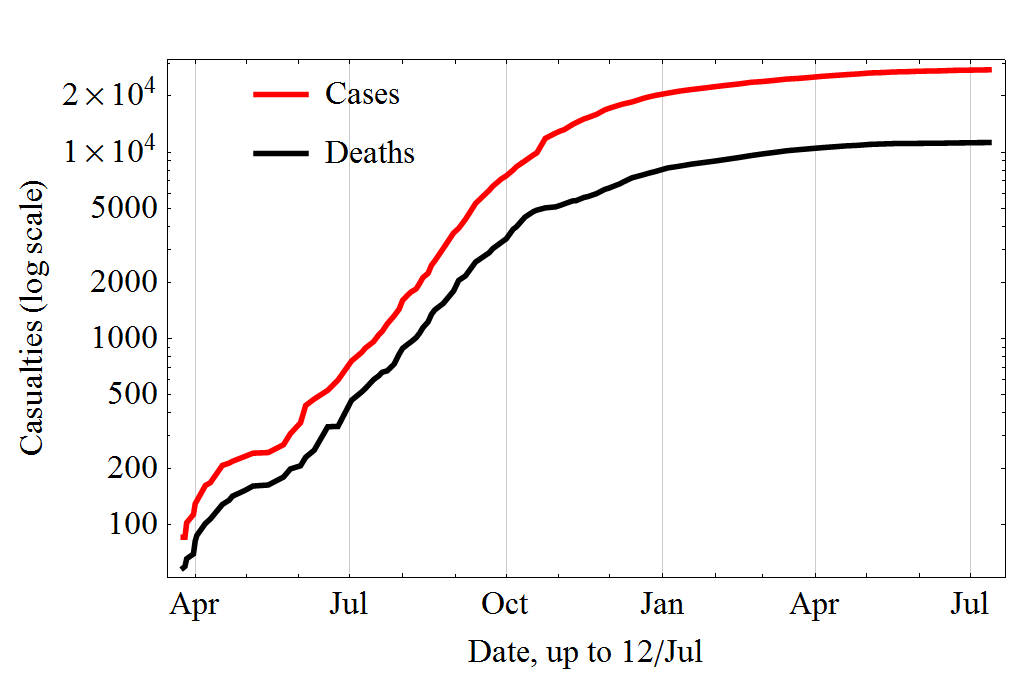
Figura 5. Evolución de la epidemia del virus del ébola en África Occidental en parcela de semiLog

El 16 de marzo, el director de los Centros para el Control y la Prevención de Enfermedades indicó que el brote actual en la República Democrática del Congo podría durar un año más, además de indicar que los suministros de vacunas podrían agotarse. Según una encuesta de Lancet realizada en septiembre de 2018, el 25 % de los encuestados en Beni y Butembo creían que el brote de ébola era un engaño. Estas creencias se relacionaron con una menor probabilidad de buscar atención médica o de aceptar la vacunación. Además, según la Organización Mundial de la Salud, la resistencia a la vacunación en el área de salud de Kaniyi está en curso.

### Uganda

Distrito de Kasese, al oeste de Uganda, principal región afectada por la epidemia.

El 11 de agosto, una agencia de la ONU indicó que se estaban tomando medidas para asegurar que las personas que abandonan la RDC a Uganda no estén infectadas con el ébola; esto se hace a través de la detección activa. El 13 de agosto, el DRC reportó un total de 115 casos de virus dentro de sus fronteras hasta el momento. Se evaluaron tres personas en Uganda que se sospechaba que habían contraído el virus, con resultados negativos. El 22 de agosto, se informó que el gobierno de Uganda había abierto dos centros de tratamiento del ébola en la frontera con la República Democrática del Congo, aunque aún no hay casos confirmados en el país de Uganda.
Según la Cruz Roja Internacional, un "escenario más probable" implica un caso asintomático que en algún momento ingresará al país de Uganda sin ser detectado entre los numerosos refugiados procedentes de la RDC. El 20 de septiembre, Uganda indicó que estaba listo para la vacunación inmediata, en caso de que se detectara el virus del ébola en cualquier individuo. El 21 de septiembre, funcionarios de la República Democrática del Congo indicaron un caso confirmado de EVE en el lago Albert, un punto de entrada a Uganda, aunque no se ha confirmado ningún caso dentro del territorio de Uganda.
El 2 de noviembre, se informó que el gobierno de Uganda iniciaría la vacunación de los trabajadores de la salud a lo largo de la frontera con la República Democrática del Congo como una medida proactiva contra el virus. Otros países que limitan con la República Democrática del Congo son Sudán del Sur y Ruanda. El 2 de enero de 2019 se informó que el movimiento de refugiados desde la República Democrática del Congo a Uganda había aumentado después de las elecciones presidenciales. El 12 de febrero, se informó que 13 personas habían sido aisladas debido a su contacto con un caso sospechoso de ébola en Uganda, los resultados de laboratorio fueron negativos varias horas después. El 11 de junio se confirmó 3 casos de Ébola, uno de los casos eventualmente murió.

### Tanzania
Con respecto a los posibles casos de EVD en Tanzania, la OMS declaró el 21 de septiembre de 2019 que "hasta la fecha, los detalles clínicos y los resultados de la investigación, incluidas las pruebas de laboratorio realizadas para el diagnóstico diferencial de estos pacientes, no se han compartido con la OMS. La información insuficiente recibida por la OMS no permite la formulación de hipótesis sobre la posible causa de la enfermedad". El 27 de septiembre, los CDC y el Departamento de Estado de los Estados Unidos alertaron a los posibles viajeros sobre la posibilidad de casos de EVD no reportados dentro de Tanzania. El 28 de septiembre, el Reino Unido comenzó a indicar a los posibles viajeros a Tanzania, la muerte no diagnosticada de un individuo (y haciendo referencia a la OMS, declaración del 21 de septiembre).
El ministro de salud de Tanzania, Ummy Mwalimu, declaró el 3 de octubre de 2019 que no hubo brote de ébola en Tanzania. El 18 de octubre, se proporcionó a la OMS una actualización de preparación que describió una serie de acciones e incluyó comentarios de que desde que comenzó el brote, hubo "29 alertas de casos sospechosos de Ébola reportados, 17 muestras analizadas y fueron negativas para Ébola (incluidos 2 en septiembre de 2019)".

### Países con personas evacuadas médicamente
El 29 de diciembre, un médico estadounidense que estuvo expuesto al virus del Ébola (y que no tenía síntomas) fue evacuado y trasladado al Centro Médico de la Universidad de Nebraska. El 12 de enero, el individuo fue liberado después de 21 días sin síntomas.
| Fecha | Casos #     | Casos #   | Casos #   | Casos # | Muertes | TL            | Seguimiento de contactos | Fuentes         |
| Fecha | Confirmados | Probables | Sospechas | Total   | Muertes | TL            | Seguimiento de contactos | Fuentes         |
| --- | ----------- | --------- | --------- | ------- | ------- | ------------- | ------------------------ | --------------- |
| 2018-08-01†RDC | 4           | 22        | 0         | 26      | 20      | -             | -                        | [ 84 ]          |
| 2018-08-03 | 13          | 30        | 33        | 76      | 33      | 76.7 %‡       | 879                      | [ 85 ] [ 86 ]   |
| 2018-08-05 | 16          | 27        | 31        | 74      | 34      | 79 %‡         | 966                      | [ 87 ] [ 88 ]   |
| 2018-08-10 | 25          | 27        | 48        | 100     | 39      | 75 %‡         | 953                      | [ 89 ]          |
| 2018-08-12 | 30          | 27        | 58        | 115     | 41      | -             | 997                      | [ 90 ]          |
| 2018-08-17 | 64          | 27        | 12        | 103     | 50      | 55.6 %‡       | 1609                     | [ 45 ]          |
| 2018-08-20 | 75          | 27        | 9         | 111     | 59      | -             | 2408                     | [ 91 ]          |
| 2018-08-24 | 83          | 28        | 6         | 117     | 72      | 65 %‡         | 3421                     | [ 92 ]          |
| 2018-08-26 | 83          | 28        | 10        | 121     | 75      | 67.6 %‡       | 2445                     | [ 93 ]          |
| 2018-08-31 | 90          | 30        | 8         | 128     | 78      | 65 %‡         | 2462                     | [ 94 ]          |
| 2018-09-02 | 91          | 31        | 9         | 131     | 82      | -             | 2512                     | [ 95 ]          |
| 2018-09-07 | 100         | 31        | 14        | 145     | 89      | 68 %‡         | 2426                     | [ 96 ]          |
| 2018-09-09 | 101         | 31        | 9         | 141     | 91      | -             | 2265                     | [ 97 ] [ 98 ]   |
| 2018-09-14 | 106         | 31        | 17        | 154     | 92      | 67.2 %‡       | 1751                     | [ 99 ]          |
| 2018-09-16 | 111         | 31        | 7         | 149     | 97      | -             | 2173                     | [ 100 ] [ 101 ] |
| 2018-09-21 | 116         | 31        | n/a       | 147     | 99      | 67.3 %‡       | 1641                     | [ 102 ]         |
| 2018-09-23 | 119         | 31        | 9         | 159     | 100     | 67 %‡         | 1836                     | [ 103 ]         |
| 2018-09-28 | 126         | 31        | 23        | 180     | 102     | 65 %‡         | 1410                     | [ 104 ]         |
| 2018-10-02 | 130         | 32        | 17        | 179     | 106     | 65.4 %‡       | 1463                     | [ 105 ]         |
| 2018-10-05 | 142         | 35        | 11        | 188     | 113     | 63.8 %‡       | 2045                     | [ 106 ]         |
| 2018-10-07 | 146         | 35        | 21        | 202     | 115     | 63.5 %‡       | 2115                     | [ 107 ]         |
| 2018-10-12 | 176         | 35        | 32        | 243     | 135     | 64 %‡         | 2663                     | [ 108 ]         |
| 2018-10-15 | 181         | 35        | 32        | 248     | 139     | 64 %‡         | 4707                     | [ 109 ]         |
| 2018-10-19 | 202         | 35        | 33        | 270     | 153     | 65 %‡         | 5518                     | [ 110 ]         |
| 2018-10-21 | 203         | 35        | 14        | 252     | 155     | 65 %‡         | 5341                     | [ 111 ]         |
| 2018-10-26 | 232         | 35        | 43        | 310     | 170     | 64 %‡         | 6026                     | [ 50 ]          |
| 2018-10-28 | 239         | 35        | 32        | 306     | 174     | 63.5 %‡       | 5991                     | [ 112 ]         |
| 2018-11-02 | 263         | 35        | 70        | 368     | 186     | 62.4 %‡       | 5036                     | [ 113 ]         |
| 2018-11-04 | 265         | 35        | 61        | 361     | 186     | 62 %‡         | 4971                     | [ 114 ]         |
| 2018-11-09 | 294         | 35        | 60        | 389     | 205     | 62 %‡         | 4779                     | [ 115 ]         |
| 2018-11-11 | 295         | 38        | n/a       | 333     | 209     | -             | 4803                     | [ 116 ]         |
| 2018-11-16 | 319         | 47        | 49        | 415     | 214     | 59 %‡         | 4430                     | [ 117 ]         |
| 2018-11-21 | 326         | 47        | 90        | 463     | 217     | -             | 4668                     | [ 118 ]         |
| 2018-11-23 | 365         | 47        | 45        | 457     | 236     | 57 %‡         | 4354                     | [ 119 ]         |
| 2018-11-26 | 374         | 47        | 74        | 495     | 241     | 57 %‡         | 4767                     | [ 120 ]         |
| 2018-11-30 | 392         | 48        | 63        | 503     | 255     | 58 %‡         | 4820                     | [ 121 ]         |
| 2018-12-03 | 405         | 48        | 79        | 532     | 268     | 59 %‡         | 5335                     | [ 122 ]         |
| 2018-12-07 | 446         | 48        | 95        | 589     | 283     | 57 %‡         | 6417                     | [ 123 ]         |
| 2018-12-10 | 452         | 48        | n/a       | 500     | 289     | 58 %‡         | 6509                     | [ 124 ]         |
| 2018-12-14 | 483         | 48        | 111       | 642     | 313     | 59 %‡         | 6695                     | [ 125 ]         |
| 2018-12-21 | 526         | 48        | 118       | 692     | 347     | 60 %‡         | 8422                     | [ 126 ]         |
| 2018-12-28 | 548         | 48        | 52        | 648     | 361     | 61 %‡         | 7007                     | [ 127 ]         |
| 2019-01-04 | 575         | 48        | 118       | 741     | 374     | 60 %‡         | 5047                     | [ 128 ]         |
| 2019-01-11 | 595         | 49        | n/a       | 644     | 390     | 61 %‡         | 4937                     | [ 129 ]         |
| 2019-01-18 | 636         | 49        | 209       | 894     | 416     | 61 %‡         | 4971                     | [ 130 ] [ 131 ] |
| 2019-01-25 | 679         | 54        | 204       | 937     | 459     | 63 %‡         | 6241                     | [ 132 ] [ 133 ] |
| 2019-02-01 | 720         | 54        | 168       | 942     | 481     | 62 %‡         | >7000                    | [ 134 ] [ 135 ] |
| 2019-02-10 | 750         | 61        | 148       | 959     | 510     | 63 %‡         | 7846                     | [ 136 ] [ 137 ] |
| 2019-02-18 | 773         | 65        | 135       | 973     | 534     | 64 %‡         | 6772                     | [ 138 ] [ 139 ] |
| 2019-02-24 | 804         | 65        | 219       | 1088    | 546     | 63 %‡         | 5739                     | [ 140 ] [ 141 ] |
| 2019-03-03 | 830         | 65        | 182       | 1077    | 561     | 63 %‡         | 5613                     | [ 142 ] [ 143 ] |
| 2019-03-10 | 856         | 65        | 191       | 1112    | 582     | 63 %‡         | 4830                     | [ 144 ] [ 145 ] |
| 2019-03-17 | 886         | 65        | 231       | 1182    | 598     | 63 %‡         | 4158                     | [ 146 ] [ 147 ] |
| 2019-03-25 | 944         | 65        | 226       | 1235    | 629     | 62 %‡         | 4132                     | [ 148 ] [ 149 ] |
| 2019-03-31 | 1016        | 66        | 279       | 1361    | 676     | 62 %‡         | 6989                     | [ 60 ] [ 150 ]  |
| 2019-04-07 | 1080        | 66        | 282       | 1428    | 721     | 63 %‡         | 7099                     | [ 151 ]         |
| 2019-04-14 | 1185        | 66        | 269       | 1520    | 803     | 64 %‡         | 10 461                   | [ 152 ]         |
| 2019-04-21 | 1270        | 66        | 92        | 1428    | 870     | 65 %‡         | 5183                     | [ 153 ]         |
| 2019-04-28 | 1373        | 66        | 176       | 1615    | 930     | 65 %‡         | 11 841                   | [ 154 ]         |
| 2019-05-05 | 1488        | 66        | 205       | 1759    | 1028    | 66 %‡         | 12 969                   | [ 155 ]         |
| 2019-05-12 | 1592        | 88        | 534       | 2214    | 1117    | 67 %‡         | 13 174                   | [ 156 ]         |
| 2019-05-19 | 1728        | 88        | 278       | 2094    | 1209    | 67 %‡         | 12 608                   | [ 157 ]         |
| 2019-05-26 | 1818        | 94        | 277       | 2189    | 1277    | 67 %‡         | 20 415                   | [ 158 ]         |
| 2019-06-02 | 1900        | 94        | 316       | 2310    | 1339    | 67 %‡         | 19 465                   | [ 159 ]         |
| 2019-06-09 | 1962        | 94        | 271       | 2327    | 1384    | 67 %‡         | 15 045                   | [ 160 ]         |
| 2019-06-16 RDC y Uganda | 2145/3      | 94/0      | 319/1     | 2468    | 1440    | 67 %‡ /100 %‡ | 15 992/90                | [ 4 ]           |
| 2019-06-23 | 2145/3      | 94/0      | 276/0     | 2515    | 1506    | 67 %‡ /100 %‡ | 15 903/110               | [ 161 ] [ 162 ] |
| 2019-06-30 | 2231/3      | 94/0      | 309/0     | 2634    | 1563    | 67 %‡ /100 %‡ | 18 088/108               | [ 163 ] [ 164 ] |
| 2019-07-07 | 2314/3      | 94/0      | 323/0     | 2731    | 1625    | 68 %‡ /100 %‡ | 19 227/0                 | [ 165 ] [ 166 ] |
| 2019-07-14 | 2407/3      | 94/0      | 335/0     | 2836    | 1665    | 67 %‡ /100 %‡ | 19 118/0                 | [ 167 ] [ 166 ] |
| 2019-07-21 | 2484/3      | 94/0      | 361/0     | 2939    | 1737    | 67 %‡ /100 %‡ | 20 505/19                | [ 168 ] [ 169 ] |
| 2019-07-28 DRC | 2565        | 94        | 358       | 3017    | 1782    | 67 %‡         | 20 072                   | [ 170 ]         |
| 2019-08-04 | 2659        | 94        | 397       | 3150    | 1843    | 67 %‡         | 19 156                   | [ 171 ]         |
| 2019-08-11 | 2722        | 94        | 326       | 3142    | 1888    | 67 %‡         | 15 988                   | [ 172 ]         |
| 2019-08-19 | 2783        | 94        | 387       | 3264    | 1934    | 67 %‡         | 15 817                   | [ 173 ]         |
| 2019-08-25 | 2863        | 105       | 396       | 3364    | 1986    | 67 %‡         | 17 293                   | [ 174 ]         |
| 2019-09-01 | 2926        | 105       | 365       | 3396    | 2031    | 67 %‡         | 16 370                   | [ 175 ]         |
| 2019-09-08 | 2968        | 111       | 403       | 3486    | 2064    | 67 %‡         | 14 737                   | [ 176 ]         |
| 2019-09-15 | 3005        | 111       | 497       | 3613    | 2090    | 67 %‡         | 13 294                   | [ 177 ]         |
| 2019-09-22 | 3053        | 111       | 415       | 3583    | 2115    | 67 %‡         | 11 335                   | [ 178 ]         |
| 2019-09-29 | 3074        | 114       | 426       | 3618    | 2133    | 67 %‡         | 7775                     | [ 179 ]         |
| 2019-10-06 | 3090        | 114       | 414       | 3622    | 2146    | 67 %‡         | 7807                     | [ 180 ]         |
| 2019-10-13 | 3104        | 114       | 429       | 3647    | 2150    | 67 %‡         | 5622                     | [ 181 ]         |
| 2019-10-20 | 3123        | 116       | 420       | 3659    | 2169    | 67 %‡         | 5570                     | [ 182 ]         |
| 2019-10-28 | 3146        | 117       | 357       | 3624    | 2180    | 67 %‡         | 4437                     | [ 183 ]         |
| 2019-11-03 | 3157        | 117       | 513       | 3787    | 2185    | 67 %‡         | 6078                     | [ 184 ]         |
| 2019-11-10 | 3169        | 118       | 482       | 3769    | 2193    | 67 %‡         | 6137                     | [ 185 ]         |
| 2019-11-17 | 3174        | 118       | 422       | 3714    | 2195    | 67 %‡         | 4857                     | [ 186 ]         |
| 2019-11-24 | 3183        | 118       | 349       | 3650    | 2198    | 67 %‡         | 3371                     | [ 187 ]         |
| 2019-12-08 | 3202        | 118       | 391       | 3711    | 2209    | 67 %‡         | 2955                     | [ 188 ]         |
| 2019-12-22 | 3240        | 118       | 446       | 3804    | 2224    | 66 %‡         | 5137                     | [ 189 ]         |
| 2020-01-05 | 3270        | 118       | 464       | 3852    | 2233    | 66 %‡         | 4133                     | [ 190 ]         |
| 2020-01-19 | 3293        | 119       | 438       | 3854    | 2241    | 66 %‡         | 5018                     | [ 191 ]         |
| 2020-02-02 | 3305        | 123       | 447       | 3879    | 2250    | 66 %‡         | 2374                     | [ 192 ]         |
| 2020-02-16 | 3309        | 123       | 504       | 3936    | 2253    | 66 %‡         | 1972                     | [ 193 ]         |
| 2020-06-25 | 3,313       | 153       | 0         | 3470    | 2280    | 66%‡          | 0                        | [ 27 ]          |
| # Los números están sujetos a revisión tanto cuando se descubren nuevos casos como cuando los exámenes muestran que los casos no estaban relacionados con el ébola. † Ministerio de Salud Pública de la RDC ‡ indica que los casos sospechosos no se consideraron para TL |             |           |           |         |         |               |                          |                 |

## Virología

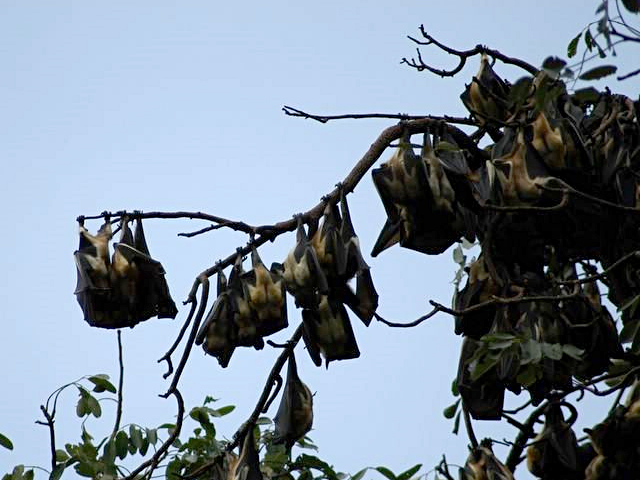
Figura 8.Murciélagos de la fruta (Grupo deRousettus aegyptiacus)

La cepa de ébolavirus Zaire es la más letal de las seis cepas conocidas (incluida la cepa Bombali recién descubierta); es mortal en hasta el 90 % de los casos. Tanto el virus del Ébola como el de Marburg forman parte de la familia Filoviridae.
El genoma del filovirus contiene siete genes, incluido el VP40. Se cree que el reservorio natural del virus es el murciélago frutícola africano, que se utiliza en muchas partes de África como carne de caza.

### Mecanismo viral
Una parte significativa de la infección de EVD real se basa en la supresión inmune. Cuando un individuo está infectado, el proceso patofisiológico indica que a medida que se establece la inflamación sistémica, hay problemas de coagulación, así como problemas vasculares y del sistema inmunitario antes mencionado.

## Tratamiento
El 27 de agosto, la Organización Mundial de la Salud evaluó los beneficios y riesgos del tratamiento farmacológico para la EVE: Remdesivir, ZMapp, REGN3470-3471-3479, mAb114 y favipiravir. mAb114 (que es un anticuerpo monoclonal) se está utilizando por primera vez para tratar a individuos infectados durante este brote de EVE. El 25 de noviembre, la República Democrática del Congo dio su aprobación para comenzar los ensayos clínicos para el tratamiento del ébola (EVD). Las autoridades médicas no elegirán cuál de los cuatro tratamientos experimentales se administrarán a un individuo; en cambio, será aleatorio.

### Vacunación

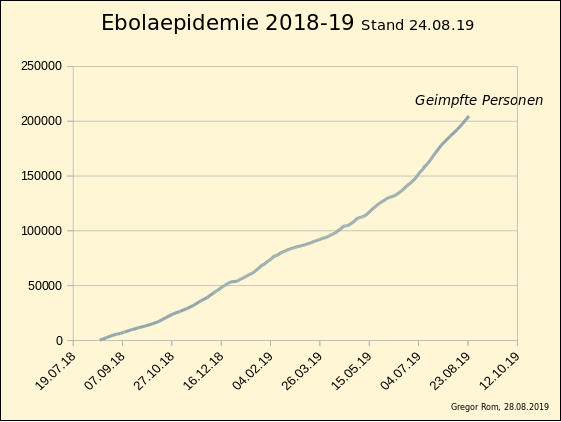
Figura 9. Número de personas vacunadas en el área epidémica en la RDC

El 8 de agosto de 2018, el proceso de vacunación comenzó con la vacuna contra el ébola rVSV-ZEBOV. Si bien varios estudios han demostrado que la vacuna es segura y protege contra el virus, se necesita investigación adicional antes de poder obtener la licencia. En consecuencia, la OMS informa que se está utilizando bajo una estrategia de vacunación en anillo con lo que se conoce como "uso compasivo" para proteger a las personas con mayor riesgo de brote de ébola.

#### Mujeres embarazadas y lactantes
Sobre la base de la falta de pruebas sobre la seguridad de la vacuna durante el embarazo, el Ministerio de Salud del DRC y la OMS decidieron no vacunar a las mujeres embarazadas o en período de lactancia. Esta decisión ha sido criticada como "totalmente indefendible" desde una perspectiva ética por algunas autoridades. Señalan que como los cuidadores de las mujeres enfermas, embarazadas y lactantes tienen más probabilidades de ponerse en contacto con el ébola. También señalan que dado que se sabe que casi el 100 % de las mujeres embarazadas que se contactan con el ébola morirán, un problema de seguridad no debe ser un factor decisivo.

#### Reserva de vacunas
El Ministerio de Salud Pública de la República Democrática del Congo informó el 16 de agosto que 316 personas habían sido vacunadas. El 24 de agosto, el DRC indicó que había vacunado a 2957 personas, incluidas 1422 en Mabalako contra el virus del Ébola. A fines de octubre, más de 20 000 personas habían sido vacunadas. En diciembre, el Dr. Peter Salama, que es director general Adjunto de Preparación y Respuesta ante Emergencias de la OMS, informó que la reserva actual de 300 000 vacunas podría no ser suficiente para contener este brote de EVE; además, toma varios meses hacer más de la vacuna EVD de Zaire (rVSV-ZEBOV). El 11 de diciembre se informó que el stock de vacuna en Beni era de 4,290 dosis.

##### Eficacia
En abril de 2019, la OMS publicó los resultados preliminares de su investigación, en asociación con el Institut National pour la Recherche Biomedicale del DRC, sobre la efectividad del programa de vacunación en anillo, indicando que la vacuna rVSV-ZEBOV-GP había sido efectiva al 97.5 % en detener la transmisión del ébola, en relación con la no vacunación.

#### Centros de tratamiento
En agosto de 2018 se informó que el Centro de tratamiento de ébola de Mangina estaba en funcionamiento. Un cuarto Centro de tratamiento del ébola (después de los de Mangina, Beni y Butembo) se inauguró en septiembre en Makeke, en la zona de salud Mandima de la provincia de Ituri. Makeke está a menos de cinco kilómetros de Mangina a lo largo de una carretera local muy transitada; el sitio se había propuesto en agosto, cuando parecía que se necesitaría un segundo Centro de tratamiento del ébola en el área, y el espacio era insuficiente en Mangina para acomodarlo. A mediados de septiembre, sin embargo, solo hubo dos casos adicionales en la zona de salud de Mandima, y solo se notificaron casos esporádicos en la zona de salud de Mabalako. En febrero de 2019 se informó que se habían llevado a cabo ataques en centros de tratamiento en Butembo y Katwa. Los motivos detrás de los ataques no estaban claros. Debido a la violencia, las organizaciones de ayuda internacional tuvieron que detener su trabajo en las dos comunidades. En abril, un epidemiólogo de la OMS fue asesinado y dos trabajadores de la salud resultaron heridos en un ataque de una milicia en el Hospital Universitario de Butembo en Katwa. En mayo, el jefe de emergencias sanitarias de la OMS dijo que la inseguridad se había convertido en un "impedimento importante" para controlar el brote. Informa que desde enero ha habido 42 ataques contra instalaciones de salud y 85 trabajadores de la salud han sido heridos o asesinados. “Cada vez que hemos logrado recuperar el control del virus y contener su propagación, hemos sufrido importantes eventos de seguridad. Estamos anticipando un escenario de transmisión intensa y continua ".

##### Trabajadores de la salud
Los trabajadores de la salud deben ponerse equipos de protección personal durante el tratamiento de los afectados por el virus, así como otras tareas. El 3 de septiembre, la OMS declaró que 16 trabajadores de la salud habían contraído el virus.
As of 10 December, the WHO reported that the current DRC outbreak had affected 49 healthcare workers as confirmed cases, and 15 had died. Al 10 de diciembre, la OMS informó que el brote actual de la República Democrática del Congo había afectado a 49 trabajadores de la salud como casos confirmados, y 15 habían muerto. Al 30 de abril de 2019, había 92 trabajadores de la salud en la República Democrática del Congo infectados con EVE, de los cuales 33 han muerto.

### Pronóstico
En términos de pronóstico, además de los posibles efectos del síndrome post-ébola, también existe la realidad de los sobrevivientes que regresan a comunidades donde podrían ser rechazados debido al temor que muchos tienen en las áreas respectivas del virus del ébola, por lo tanto, se necesita asistencia psicosocial.

## Historia

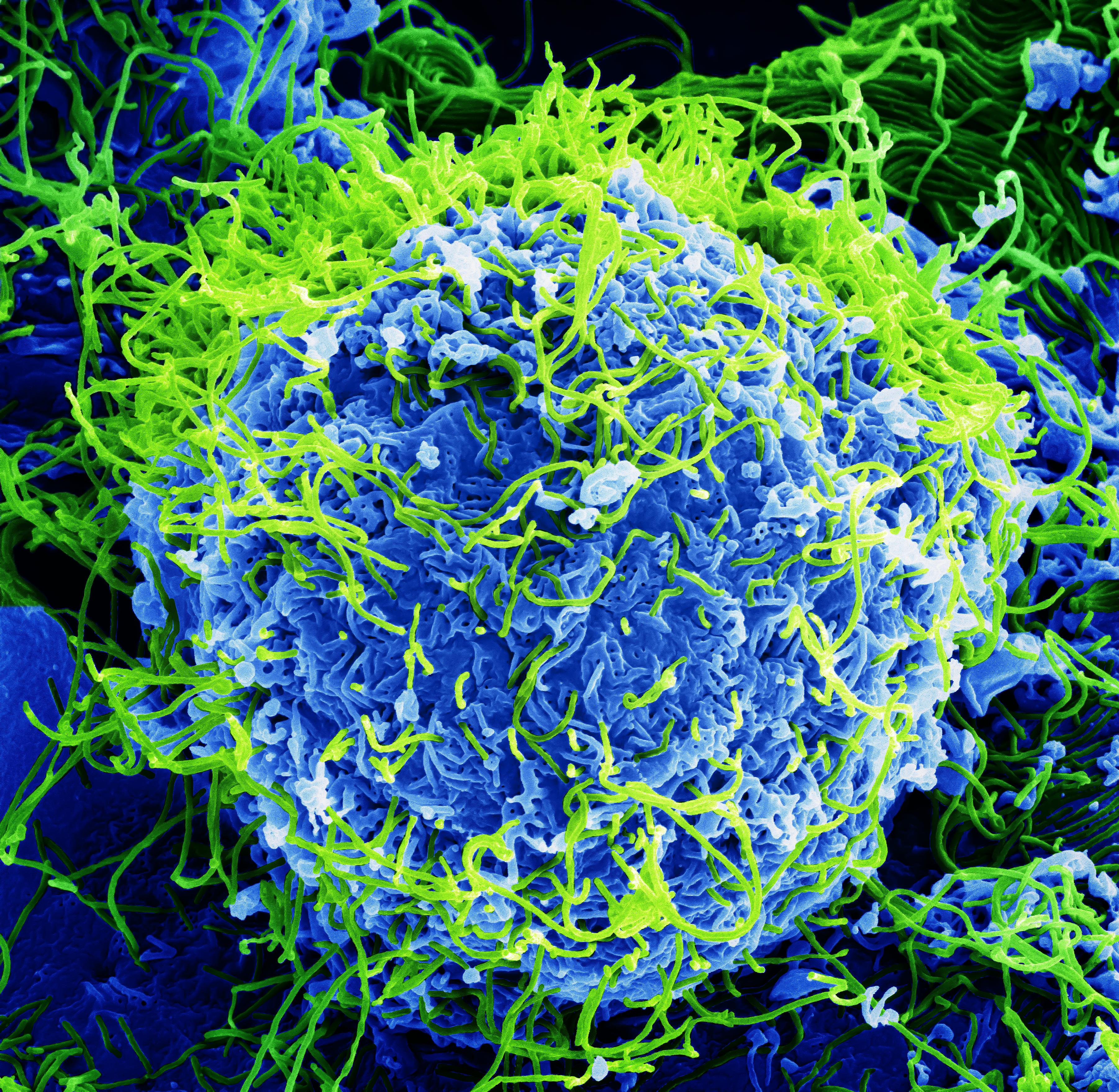
Figura 10.Micrografía electrónica de barrido coloreada de partículas del virus del Ébola (verde)

El brote de la enfermedad del virus del ébola en Zaire (Yambuku) comenzó a fines de 1976 y fue el segundo brote después del anterior en Sudán el mismo año. El 1 de agosto de 2018, se declaró el décimo brote de ébola en la República Democrática del Congo, solo unos días después de que el brote anterior en el mismo país se declarara el 24 de julio.
El jefe de la Organización Mundial de la Salud, Tedros Adhanom Ghebreyesus, indicó el 15 de agosto que el brote actual en la República Democrática del Congo puede ser peor que el brote de África Occidental de 2013-2016, debido a varios factores. La siguiente tabla indica los diez brotes que han ocurrido en la República Democrática del Congo desde 1976:
| Fecha                               | País                            | Zona             | Informaccion del brote | Informaccion del brote | Informaccion del brote | Informaccion del brote | Referencias     |
| Fecha                               | País                            | Zona             | Cepa de ébola          | Casos                  | Muertes                | Tasa de letalidad      | Referencias     |
| ----------------------------------- | ------------------------------- | ---------------- | ---------------------- | ---------------------- | ---------------------- | ---------------------- | --------------- |
| agosto de 1976                      | Zaire                           | Yambuku          | EBOV                   | 318                    | 280                    | 88 %                   | [ 235 ]         |
| junio de 1977                       | Zaire                           | Tandala          | EBOV                   | 1                      | 1                      | 100 %                  | [ 236 ] [ 237 ] |
| mayo - julio de 1995                | Zaire                           | Kikwit           | EBOV                   | 315                    | 254                    | 81 %                   | [ 238 ]         |
| agosto – noviembre de 2007          | República Democrática del Congo | Kasai-Occidental | EBOV                   | 264                    | 187                    | 71 %                   | [ 239 ]         |
| diciembre de 2008 – febrero de 2009 | República Democrática del Congo | Kasai-Occidental | EBOV                   | 32                     | 14                     | 45 %                   | [ 240 ]         |
| junio – noviembre de 2012           | República Democrática del Congo | Orientale        | BDBV                   | 77                     | 36                     | 47 %                   | [ 241 ]         |
| agosto – noviembre de 2014          | República Democrática del Congo | Tshuapa          | EBOV                   | 66                     | 49                     | 74 %                   | [ 242 ]         |
| mayo – julio de 2017                | República Democrática del Congo | Likati           | EBOV                   | 8                      | 4                      | 50 %                   | [ 243 ]         |
| abril - julio de 2018               | República Democrática del Congo | Bikoro           | EBOV                   | 54                     | 33                     | 61 %                   | [ 244 ]         |
| agosto de 2018–junio de 2020        | República Democrática del Congo | Kivu             | EBOV                   | 3470                   | 2280                   | 66%                    | [ 27 ]          |
| junio de 2020-noviembre de 2020     | República Democrática del Congo | Équateur         | EBOV                   | 130                    | 55                     | 42%                    | [ 245 ]         |
| febrero–mayo 2021                   | República Democrática del Congo | Norte Kivu       | EBOV                   | 12                     | 6                      | 50%                    | [ 246 ]         |

Este mapa y gráfico también muestran los brotes previos de EVE en el área de África central, que incluye la República Democrática del Congo. La gráfica es interina ya que el número total de casos y muertes puede aumentar a medida que el brote se expande. Este brote actual es el mayor de los diez brotes registrados que se han producido en la República Democrática del Congo. Aprendiendo de otras respuestas, como durante el brote de 2000 en Uganda, la Organización Mundial de la Salud estableció su Red Global de Alerta y Respuesta de Brotes, y otras medidas de salud pública se instituyeron en áreas de alto riesgo. Se establecieron laboratorios de campo para confirmar los casos, en lugar de enviar muestras a Sudáfrica. Además, los brotes también son monitoreados de cerca por la Rama de Patógenos Especiales de los Centros para el Control y la Prevención de Enfermedades (CDC) de los Estados Unidos.
Hasta el brote actual en Kivu del Norte en 2018, ningún brote había superado los 320 casos totales. Al 24 de febrero de 2019, el brote actual superó los 1000 casos (1048) y aún no se ha controlado.